# Beauvoisin, Drôme
Beauvoisin este o comună în departamentul Drôme din sud-estul Franței. În 2009 avea o populație de 193 de locuitori.

## Evoluția populației
| An        | 1975 | 1982 | 1990 | 1999 | 2006 | 2009 |
| --------- | ---- | ---- | ---- | ---- | ---- | ---- |
| Populație | 63   | 63   | 71   | 93   | 149  | 193  |